# McNeil-sziget
A McNeil-sziget az Amerikai Egyesült Államok északnyugati részén, Washington állam Pierce megyéjében elhelyezkedő sziget és önkormányzat nélküli település.
A területen egykor szövetségi fegyház, majd állami börtön működött, amely 2011-ben zárt be; az 500, alacsony biztonsági fokozaton őrzött elítéltet más intézetekbe szállították át. Ma olyan szexuális bűnelkövetőket tartanak itt, akiknek ugyan lejárt a büntetésük, de mentális problémáik miatt nem térhetnek vissza a társadalomba. 2018 októberében az intézetben 214-en éltek.
A sziget csak kompon közelíthető meg; a fogvatartottak ellátásáról is vízi szállítással gondoskodnak.
A történelmi társaság 2010-ben alakult meg.

## Történet
A szigetet Charles Wilkes 1841-ben nevezte el William Henry McNeillről, aki Mr. Anderson (az Anderson-sziget névadója) társaságában Fort Nisquallynél fogadta.
Az 1846-os Inskip-expedíció során a szigetet John A. Duntzee kapitányról Duntzee-re keresztelték. 1847-ben a brit térképeket felülvizsgálták; Henry Kellett a szigetet visszanevezte (McNeill helyett tévesen McNeilre).
A kormány által 1870-ben vásárolt területen öt évvel később szövetségi fegyház nyílt. 1937-ben a teljes sziget a kormány tulajdonában volt. A fegyintézet legismertebb elítéltjei Robert Stroud (az „alcatrazi madárember”), Charles Manson szektavezér, Roy Olmstead alkoholcsempész és Alvin Karpis, a Barker–Karpis-banda tagja, akit az alcatrazi börtön bezárását követően szállítottak át ide.
A börtön 1981-ben Washington állam tulajdonába került. A 2011-ben bezárt javítóintézetben azóta olyan szexuális bűnelkövetők élnek, akiket veszélyes lenne visszaengedni a társadalomba.
A méhészetekről elnevezett Bee postahivatala 1895-től 1919-ig, a Gertrude-szigetről elnevezett Gertrude postahivatala pedig 1900 és 1936 között működött.
A sziget temetője az Eric és Martha Nyberg által adományozott területen nyílt meg. A telkek 1936-os kisajátításakor a halottakat exhumálták, és máshol újratemették.

## Fordítás
- Ez a szócikk részben vagy egészben  a   McNeil Island című angol Wikipédia-szócikk ezen változatának fordításán alapul.  Az eredeti cikk szerkesztőit annak laptörténete sorolja fel. Ez a jelzés csupán a megfogalmazás eredetét és a szerzői jogokat jelzi, nem szolgál a cikkben szereplő információk forrásmegjelöléseként.